# Lista grădinilor botanice

## Africa de Sud
- Grădina Botanică din Johannesburg
- Grădina Botanică a Universității din Stellenbosch

## Argentina
- Grădina Botanică a Universității Naționale San Luis

## Australia
- Grădina Botanică din Adelaide
- Grădina Botanică din Canbera

## Austria
- Grădina Botanică din Viena

## Brazilia

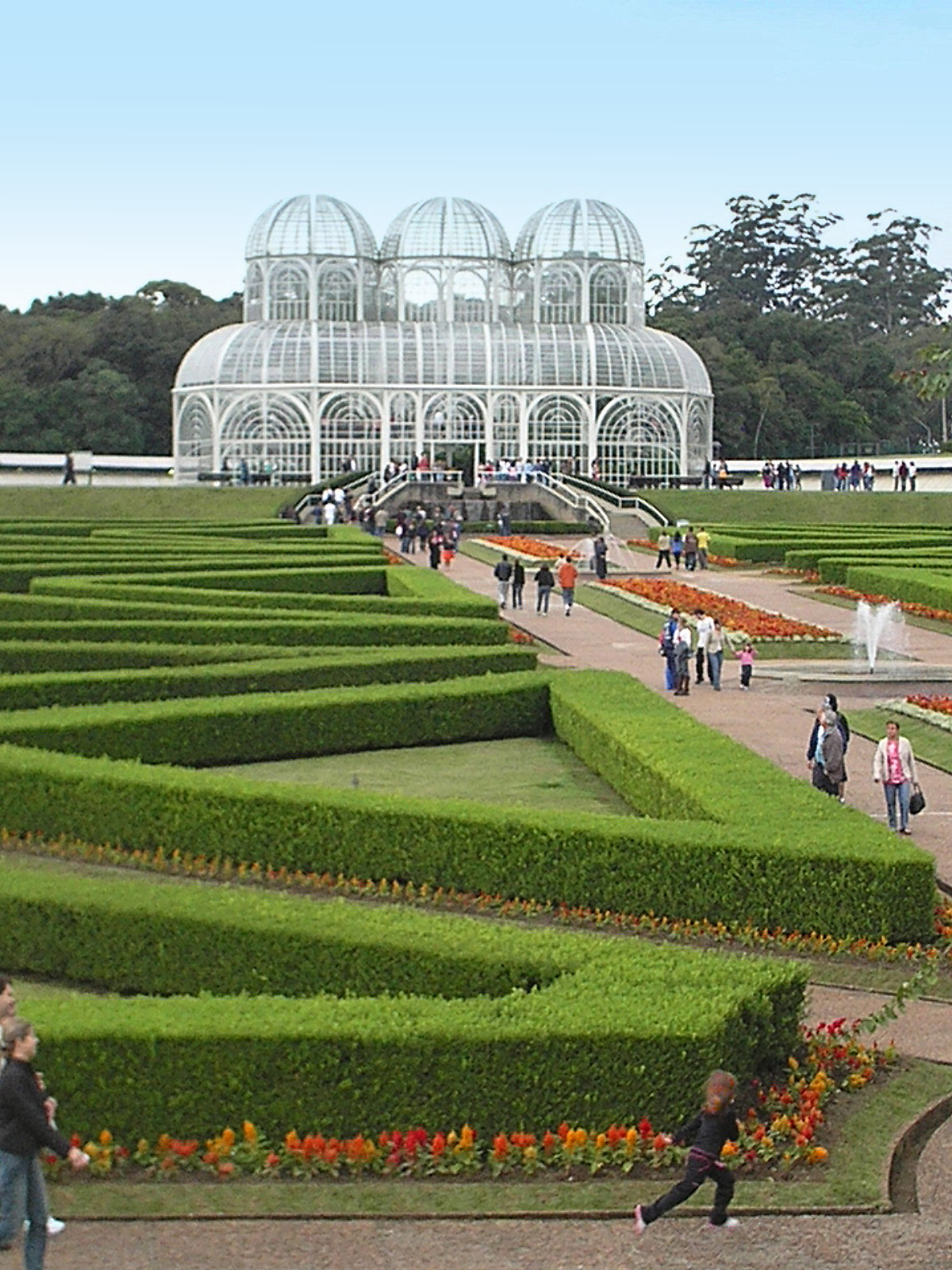
Grădina Botanică din Curitiba, Regiunea Sud a Braziliei.

- Brasilia - Grădina botanică a fost inaugurată pe data de 8 martie 1985 și cuprinde o arie totală de 526 ha și este situată în apropierea capitalei, Brasilia. Această grădină este deschisă publicului și cuprinde o varietate de specii, specifice zonei, aparținând atât faunei, cât și florei. Scopul acestei grădini este atât educativ, cât și de recreere.

- Rio de Janeiro - Această grădină botanică a fost înființată în anul 1808 de către prințul John al Portugaliei și este localizată în cartierul Grădina botanică. Grădina este deschisă publicului zilnic dar constituie și un institut de cercetări. Grădina cuprinde mai multe sectoare ce prezintă plante din diferite zone ale globului cât și specii endemice.

- Curitiba - Grădina Botanică din Curitiba ("Jardim Botânico Fanchette Rischbieter"); această grădină botanică se află în cartierul Paraná din localitatea Curitiba.

A fost inaugurată în 1991 și a fost creată în stilul grădinilor franceze. Amenajarea peisagistică a surprins exact caracterele stlurilor peisagiste franceze, inclusiv obiecte specifice clasicismului francez: fântâni, cascade și lacuri. Sera grădinii are o suprafață de 458 m2. Aceasta cuprinde plante tropicale. Suprafața covoarelor florale măsoară 240000 m2.
Principala seră construită în stilul art nouveau, cu o structură metalică modernă, seamănă cu palatul de cristal din Londra, construit la jumătatea secolului XIX. Muzeul grădinii botanice cuprinde o vastă istorie a florei native ce atrage cercetători din întreaga lume.
În spatele serei se află Muzeul lui Franz Krajcbery care are o arie de 1.320 m2 și cuprinde o serie de sculpturi, filme și poze.

## Canada
- Grădina botanică din Montreal

## Croația
- Grădina botanică Lokrum din Dubrovnik

## Italia
- Grădina Botanică Universitară din Bologna

## Moldova
- Grădina Botanică din Chișinău

## România
- Arad: Grădina Botanică Macea a Universității de Vest "Vasile Goldiș" din Arad
- București: Grădina Botanică „Dimitrie Brândză” a Universității din București
- Cluj-Napoca: Grădina Botanică „Alexandru Borza” a Universității Babeș-Bolyai din Cluj-Napoca
- Craiova: Grădina Botanică „Alexandru Buia” din Craiova
- Galați: Grădina Botanică a Complexului Muzeal de Științele Naturii din Galați
- Iași: Grădina Botanică a Universității "Alexandru Ioan Cuza" din Iași
- Jibou: Grădina Botanică a Institutului de cercetări Biologice din Jibou
- Târgu-Mureș: Grădina Botanică a Universității de Medicină și Farmacie din Târgu-Mureș
- Tulcea: Grădina Botanică a Palatului Copiilor din Tulcea

În fază de proiect se află:
- Constanța: Grădina Botanică a Universității "Ovidius" din Constanța
- Măcin, județul Tulcea: Grădina Botanică din Măcin

## Slovacia
- Grădina Botanică UK Bratislava (Botanická záhrada UK Bratislava)
- Grădina Botanică (Banská Štiavnica) (Botanická zahrada, Banská Štiavnica)
- Grădina Botanică de Universitatea Košice (Botanická záhrada Univerzity P.J. Šafárika, Košice)
- Grădina Botanică Universitatea Nitra) (Botanická zahrada pri SPU v Nitre)

## Statele Unite ale Americii
- Grădina botanică a Statelor Unite din Washington DC

## Ucraina
- Grădina botanică "Nikitski"
- Grădina botanică a Universității din Cernăuți
- Grădina botanică a Universității din Odesa
- Parcul dendrologic "Alexandria"
- Parcul dendrologic "Sofievka"
- Parcul dendrologic din Storojineț